# Obertini csata
Az obertini csata (lengyelül Bitwa pod Obertynem, románul Bătălia de la Obertyn, ukránul Битва під Обертином) a Pokuttya mellett levő halicsi Obertin (Obertyn) közelében lezajlott csata a moldvaiak és a lengyelek között 1531. augusztus 22-én. A moldvai parancsnok, Petru Rareș fejedelem volt, aki döntő vereséget szenvedett Jan Tarnowskival szemben. A vereséget követően Péter vajda feladta azt a korábbi törekvését, hogy atyai „örökségét” visszaszerezze Lengyelországtól és Erdélytől.

## Előzmények
A két román fejedelemségnek, Havasalföld és Moldva kezdettől fogva rossz külpolitikai helyzetben volt, többek között földrajzi elhelyezkedésük miatt. Náluk erősebb hatalmak ütközőpontjában feküdtek, ezért vagy azokkal kerültek konfliktusba, vagy pedig saját területük vált csatatérré. Azonkívül könnyen elérhetőek voltak természeti adottságaiknál fogva az ellenséges csapatok számára, melyek napok alatt keresztül rontottak a sík román területeken. Néhány vajda, mint Basarab, vagy III. István átmenetileg meg tudta erősíteni helyzetét, és nem kellett elismerniük egy erősebb ország hűbérét.

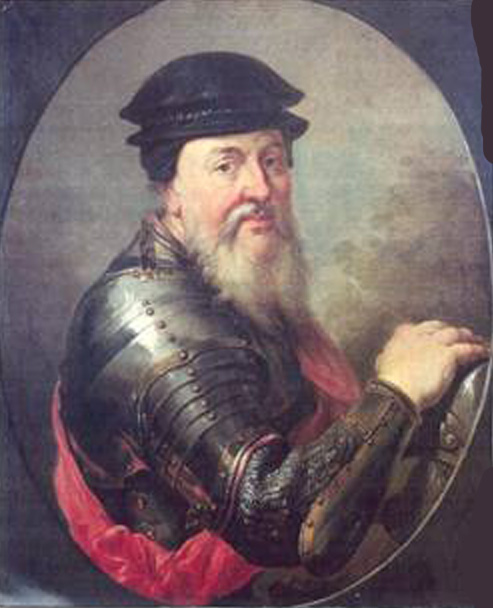
Jan Tarnowski, az obertini hős

A románokat megelőzően itt élő török népelemek: besenyők, kunok, úzok szállásterületeit szerette volna megszerezni a lengyel, a magyar és a halicsi állam. A 13. században a Német Lovagrend tett kísérletet Havasalföld megkaparintására, de II. András magyar király elűzte őket.
A 14. században a Moldva feletti fennhatóságért Litvánia, Magyarország és Lengyelország versengett. A moldvai fejedelmek hol az egyik, hol a másik uralkodó hűbérébe álltak, egy-egy függés között pedig háborúkat folytattak a három országgal. 1385-ben a krevai unióval Lengyelország és Litvánia egyesült, amelyek korábban Moldva kapcsán is ellentétbe került. Most azonban fennállt annak veszély, hogy az erős lengyel–litván állam felőrli Moldvát, ezért Sándor fejedelem II. (Jagelló) Ulászlót ismerte el hűbérurának.
A 15. század elején már csak a lengyelek és a magyarok vetélkedtek a térségben, miután Litvánia hatalmi súlya egészen megcsappant, de keletről a tatárok állandóan rablóportyákat vezettek a két román fejedelemségbe. Feltűnt egy új, a korábbiaknál veszedelmesebb hódító a Balkánon: az oszmán-törökök, akik idővel elérték a Duna vonalát. Havasalföldön Miklós Sándor vajda volt az utolsó, aki még meg tudta országát erősíteni, utána a vajdák meghódoltak a szultán előtt, de megtartották részleges függetlenségüket.
Moldva még hosszú ideig ellenállt a török támadásoknak. III. István megvédte függetlenségét a magyaroktól és a lengyelektől is, Mátyás királyt például Moldvabánya mellett győzte le 1467-ben. Közben tudta, hogy legveszélyesebb ellensége a török, ezért jó viszonyra törekedett a szomszédos államokkal. 1475-ben magyar és lengyel segítséggel győzte le a törököket Vaslui mellett, de 1484-re megint megromlott a viszonya e két országgal. 1486-tól évi kétezer arany adót fizetett a szultánnak. Az összeg később hatezer aranyra emelkedett, majd a 16. században már 65 ezerre ugrott. Konstantinápoly élelmiszer-ellátása Egyiptom után Havasalföldet és Moldvát terhelte a legjobban.
I. János lengyel király 1497-ben tett újabb kísérletet Moldva elfoglalására, de kísérletével közvetve a törökökkel is szembekerült, mert az ország már vitathatatlanul a török szultán hatalmi érdekszférájának részét alkotta. III. István azonban még egyszer, utoljára felülkerekedett a Kozsmin-erdőben, elhárította János Albert támadását és megszerezte tőle a halicsi Pokucie (Pokuttya) várost is. III. István halála után Pokucie visszaszállt a lengyel koronára. Végül 1510-ben a lengyelek békét kötöttek III. Bogdánnal, amit házassággal pecsételtek meg.
Péter vajda 1527-ben ült Moldva trónjára. Ő III. István házasságon kívül született gyermeke volt, ezért arra törekedett, hogy visszaszerezze apja korábbi a magyarországi és lengyelországi hódításait. Azt remélte, hogy így erős nagyfejedelemséget alakíthat Moldvából és lerázhatja a török függést.
Első lépésben 1529-ben bevonult Erdélybe I. Szulejmán parancsára, ahol ez idő tájt Szapolyai János és I. Ferdinánd versengett a magyar királyi székért. Péter benyomult a Barcaságba, legyőzte Ferdinánd seregét és feldúlta a szász területeket. A nagyra törő tervből, miszerint Erdélyt megkaparintja, nem valósult meg semmi, csak két olyan várat szerzett meg, ami III. István birtoka volt még annak idején. Részt vett még a Bécs ellen indított kudarcba fulladt hadjáratban is, de a következő években a kereste a kapcsolatokat a Habsburgokkal. Felajánlotta átpártolását és Szapolyai hátbatámadását, amely jó segítség lett volna az osztrák főhercegnek, ugyanis nem boldogult a törökkel. Péter serege eközben segédkezett az erdélyieknek a Ferdinánd-párti Lodovico Gritti leverésében. Gritti ugyan Törökországból érkezett Erdélybe, de az ellene való harc jelentette azt, hogy Péter vajda szembefordult volna a szultánnal.

### A vajda támad

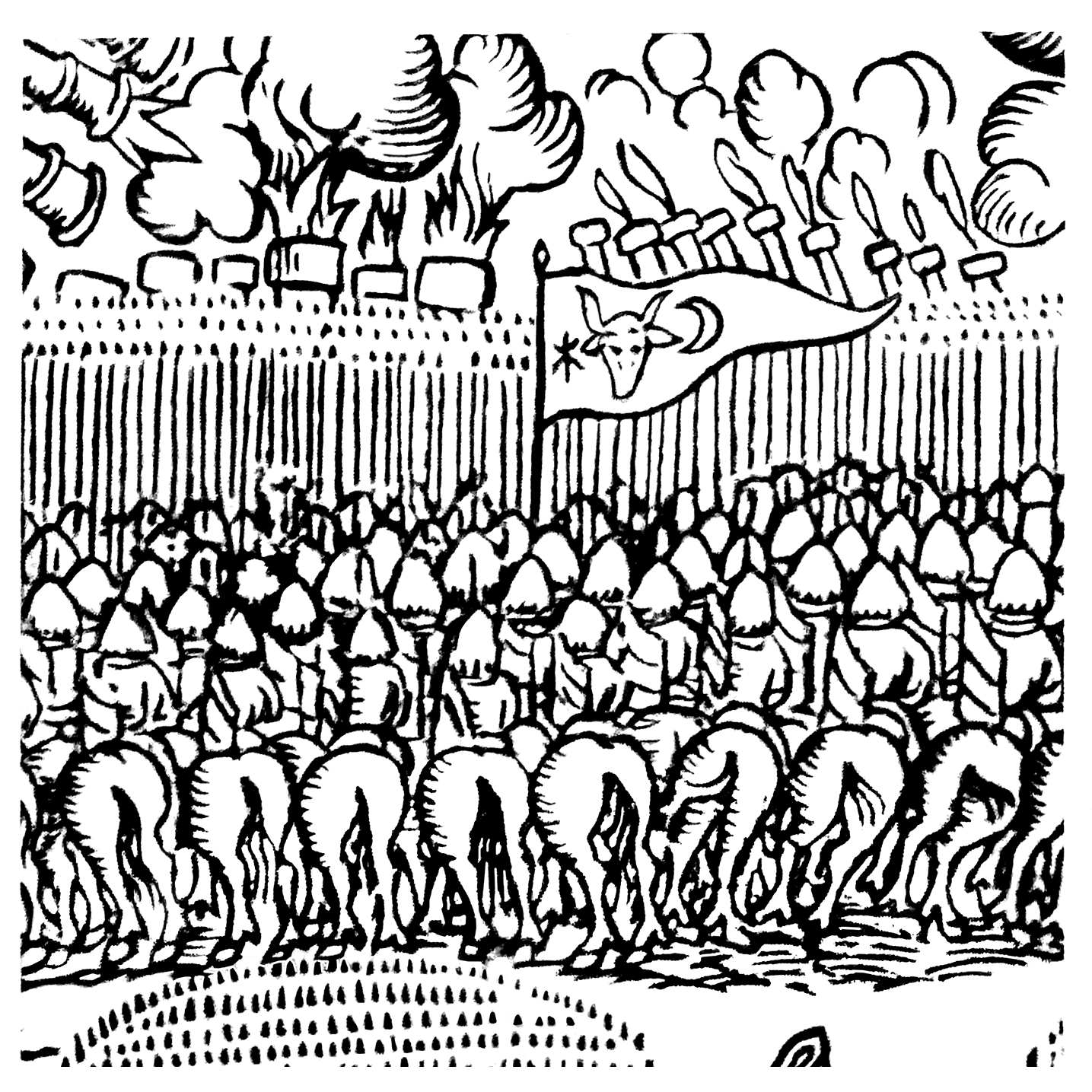
Moldvai zászló az obertyni csata során (1531), a "Kronika Polska" illusztrációja

1530 után más irányba fordul terjeszkedési politikája. Ezúttal Pokucie megszerzését tűzte ki célul. 1530. december 3-án serege elfoglalta Śniatynt (ma Sznyatin Ukrajna) és december 4-én Pokucie is a kezébe került, de Gwoździec várát nem sikerült bevennie. A lengyel Szejm gyorsan reagált és Jan Kola z Dalejowa vezetésével 1400 fős sereget küldtek ellene, hogy megakadályozzák mélyebb behatolását a lengyel területre. A sereg Chocimig (ma Hotin, Ukrajna) menetelt, ahol a vajda győzelmet aratott felette, a katonák nagy része pedig elesett.
A vereség után a Szejm alaposabban előkészítette a visszavágást. Nagyobb sereg felállítását határozták el, a nemesség is adót vállalt a háborúra céljára.
Mivel Péter a szultán vazallusa volt, ezért Isztambulba is menesztettek a lengyelek követséget. A követség azt kívánta Szulejmán szultántól, hogy határolja el magát Péter moldvai vajdától és az alkalommal élve ne törjön ő is Lengyelországba, vagy emeljen igényt a vajda által meghódított területre. Azonkívül titkon azt is megpróbálták kieszközölni, hátha a szultán büntetőtámadást intéz Moldva ellen, mert eddigi külpolitikai akcióit meglehetősen önösen cselekedte és nem kért rá felhatalmazást a Portától. Szerencséjükre Szulejmánt ekkor a perzsiai hadjárat és a magyarországi gondok kötötték le, s bár semlegességet vállalt, de nem kötelezte Pétert, hogy mondjon le a halicsi hódításairól.

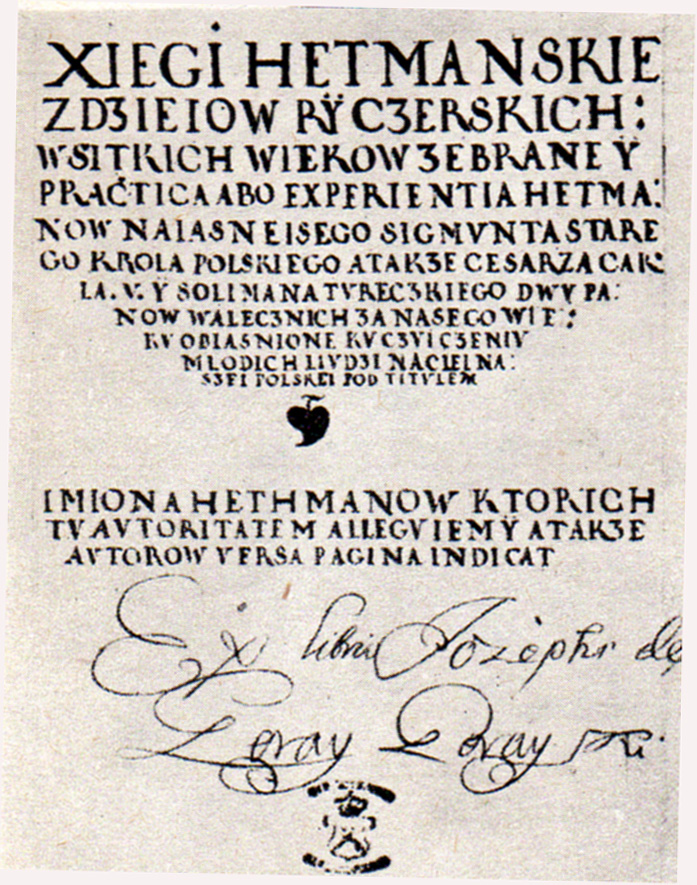
Egy korabeli, a csatát feldolgozó dokumentum

A Szejm Jan Tarnowski hetman bízta meg a majdnem hatezer fős lengyel sereg vezetésével. A hetman júliusban még Lwówban tartózkodott és itt kapott parancsot a királytól, hogy foglaljon vissza minden moldvaiak által megszállt várat Halicsban.

## A szembenálló erők
Tarnowski válogatott egységekből álló sereget vezetett. A sereg 24 zászlóalj lovasból és tíz szakasz gyalogságból állt. A sereget háromszáz tábori szolga kísérte. Ők a tábori munkákban segédkeztek és az ételt főzték a katonáknak. A hadjáratra 12 ágyúval indultak. Volt még 27 kisebb könnyű, ún. tábori ágyú. Ez közelharcban vált be leginkább.
A moldvai sereg közel háromszoros túlerőben volt. A sereg tizenhétezer emberből állt, főleg lovasból és kevés gyalogosból. 50 ágyúval rendelkeztek.

## A csata
Augusztus 3. és augusztus 5. között Tarnowski 1000 lovast küldött ki a moldvaiak zaklatására. Gwoździec visszafoglalása után 100 gyalogost helyezett el a városban, míg ő maga Obertin mellett ütött tábort.
Péter tizenhétezer katonájából hatezret Gwoździec ostromára küldött, de a lengyel főerők helyükön maradtak, és nyílt mezőn várták a vajda támadását. Augusztus 22-én Tarnowskinak végre sikerült nyílt csatára kényszeríteni Péter vajdát. Obertintől északra gyalogsága szekérvár mögé húzódva védekező pozíciót vett fel. Benn az erődítésben pedig a tüzérség három ponton állt, a szekerek mögött a gyalogosok, míg a tábor közepén a lovasság állt készenlétben.
Péter vajda nehézlovassága támadást intézett a lengyel szekérvár ellen, de a lengyel gyalogság visszaverte a támadást. A vajda tüzérsége a kudarcba fulladt akció után lőni kezdte a szekérvárat, ám nem tett benne azonban sok kárt. A lengyelek jobb ágyúikkal viszonozták a tüzet és megrongálták az ellenség ütegeit.
Közben Tarnowski támadásra küldte a lovasságának egyharmadát a moldvai balszárny ellen, amivel arra kényszerítette Pétert, hogy erősítést küldjön oda. A vajda, hogy a visszavonulása útját biztosítsa, a jobbszárnyán álló gyalogság egy részét az Obertinbe vezető úton hagyta. Ekkor a teljes lengyel lovasság megtámadta a moldvai jobbszárnyat, ahonnan korábban csapatokat vont el a moldvai vajda. De a támadó lengyel lovasságot alaposan megtizedelték a moldvai ágyúk, ezért azok visszahúzódtak új támadásra rendezni soraikat.
Tarnowski másodjára is támadásra küldte lovasságát és ezúttal sikerrel járt, Péter vajda pedig megfutamodott.

## A veszteségek
A moldvaiak nagy veszteségeket szenvedtek. Összesen 7746 katona esett el, ezer fogságba került. A lengyelek ráadásul az összes moldvai ágyút elfogták, valamint a legtöbb zászló is a kezükbe jutott. Elesett továbbá egy Teodor nevű bojár is. Tarnowski mindössze 256 katonát vesztett. A győzelmet követően a lengyelek Te Deumot mondtak a táborban.

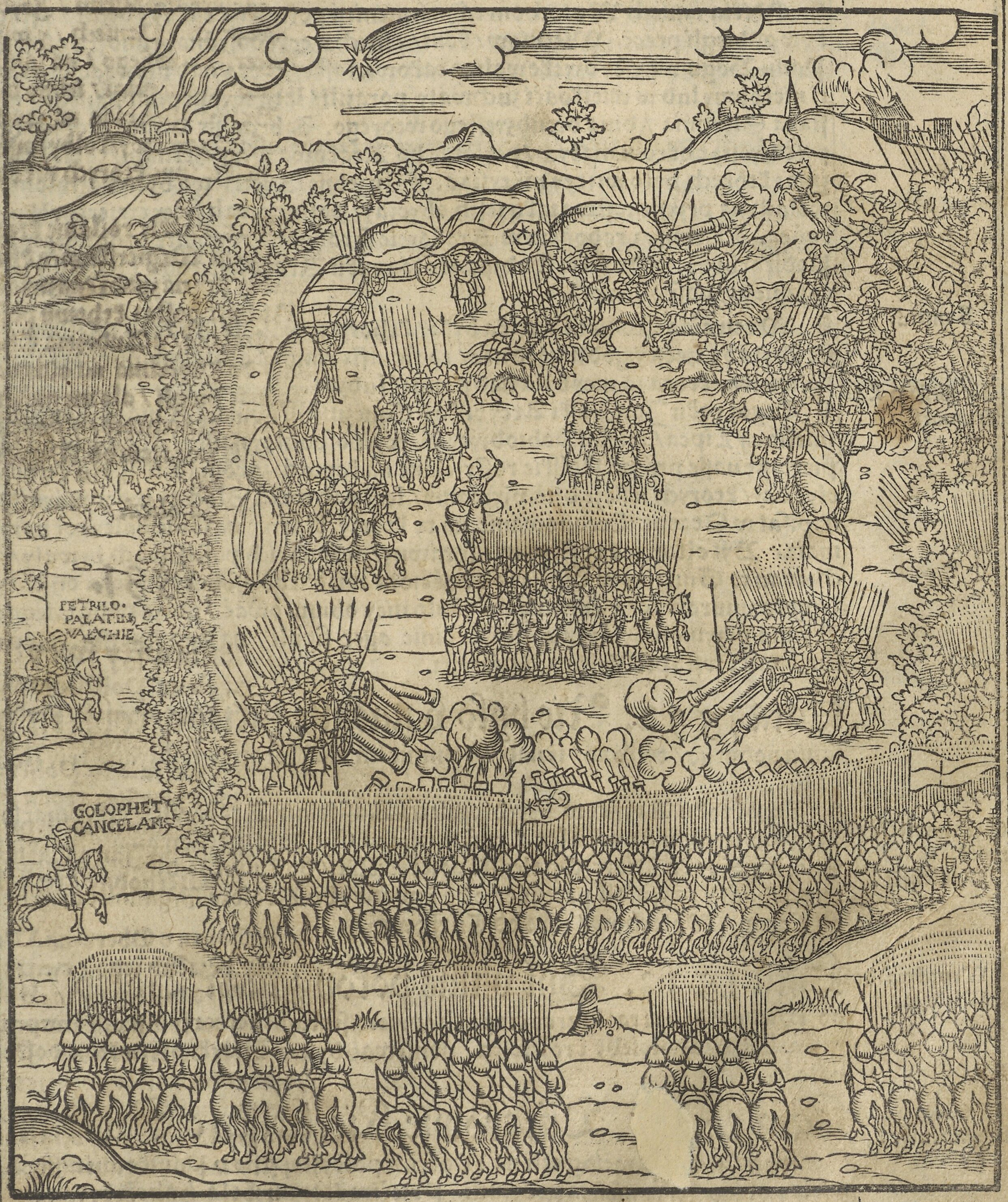
A moldvai sereg ábrázolása egy 1564-ből való lengyel képen

## A következmények
Az obertini vereséggel Péter számára elveszett Pokucie, s megszégyenülten térhetett vissza Moldvába. Krakkóban viszont Tarnowskit október 1-jén nagy tömeg és főpapok üdvözölték. A zsákmányolt ágyúkat és zászlókat, valamint az ezer foglyul ejtett moldvait is bemutatták a városban. A Wawelból kijövő I. Zsigmond Ágost személyesen üdvözölte a hős Tarnowskit, másnap pedig a zsákmányul ejtett zászlókat elhelyezték azok mellé a lobogók mellé, amiket annak idején a lengyelek Grünwaldnál szereztek. Érdekes, hogy annak idején abban a győzedelmes csatában a moldvaiak is harcoltak a német lovagok ellen.
Péterrel 1532. február 20-án fegyverszünetet kötöttek Pokuciéban, amit 1533-ban megerősítettek. Péter viszont a tárgyalásokon igyekezett a török beavatkozás lehetőségét aduként felhasználni, így török segítséggel a hátában revánsot venne a lengyeleken. Ezzel a veszéllyel Zsigmond is számolt, már korábban is kerülte a Szulejmánnal való nyílt összecsapást, miközben Moldvával hadakozott. A lengyel király Magyarországon sem avatkozott be katonailag a török elleni háborúba, vagy támadott volna Ausztria ellen. A későbbiekben Péter újból közeledni próbált Ferdinándhoz, mert számolnia kellett azzal a lehetőséggel is, hogy esetleg a lengyelek is mozgósíthatják ellene Ferdinándot.
Moldva 1538-ig, a magyar trónviszály végéig egyetlenegyszer sem állt Ferdinánd oldalára, de Szulejmán megelégelte a közte és Bécs közötti titkos tárgyalásokat, ezért személyesen vonult a török-tatár sereggel Péter elkergetésére. Erre lengyelek is támadtak északról, s Péter nem tudván feltartóztatni az ellenséget, elmenekült.
1541-ben kieszközölte, hogy a szultán megbocsásson neki és 200 ezer arany ellenében visszavásárolta trónját amin egész addig testvére ült. Ezután ismét megpróbált csatlakozni a keresztény erőkhöz és ígéretet tett arra, hogy segít a keresztény seregnek Buda visszafoglalásában a törököktől. 1542-ben azonban ez a kísérlet is kudarcba fulladt. Ekkor Péter végleg felhagyott az önálló külpolitikával.